# 完顏從彝
霍王完顏從彝（12世纪—1214年），本名完顏阿憐，金国宗室。

## 经历
金显宗之子。與完顏琮、完顏瑰是同母兄弟，母田氏在他出生不久後去世，由溫妃石抹氏所養。大定二十五年（1185年）被封宿國公，次年賜名完顏瓚，到其兄弟金章宗即位後就封為沂王，明昌四年（1193年）成為趙王完顏孰輦嗣後。
承安元年（1196年）被任命為兵部尚書，並改封蔡王。泰和五年（1205年）賜封名從彝，三年後（1208年）改封霍王，至貞祐二年（1214年）去世。

## 延伸阅读
[在维基数据编辑]
 《金史·卷93》，出自脱脱《遼史》